# کوه
کوه‌ها به زمین‌چهرهای بزرگی گفته می‌شود؛ که از زمین‌های اطراف بلندتر بوده، سطح نسبتاً کوچکی داشته باشند و دارای قلّه نیز باشند. معمولاً کوه نسبت به تپه دارای سراشیبی بیشتری است. عموماً به ارتفاعات بلندتر از ۶۰۰ متر نسبت به زمین‌های اطراف آن کوه می‌گویند. کوه‌ها بر اثر زمین‌ساخت صفحه‌ای یا آتشفشان‌خیزی تشکیل می‌شوند. این نیروها می‌توانند به‌صورت موضعی سبب بالا آمدن سطح زمین شوند. کوه‌ها به‌آهستگی و به‌دلیل اثر رودخانه‌ها، شرایط آب‌وهوایی و یخچال‌های طبیعی دچار فرسایش می‌شوند. اندک کوه‌هایی به شکل قلّه‌های منفرد دیده می‌شوند و بیشتر آنها در قالب رشته‌کوه وجود دارند.
ارتفاعات بالای کوه‌ها در مقایسه با سطح دریا سطح دریا عرض جغرافیایی مشابه آب و هوای سردتری ایجاد می‌کنند. این آب و هوای سردتر به شدت بر اکوسیستم کوه‌ها تأثیر می‌گذارد: ارتفاعات مختلف گیاهان و جانوران متفاوتی دارند. به دلیل اینکه در ارتفاعات شرایط زمین و آب و هوا کمتر مطلوب است، از کوه‌ها کمتر برای کشاورزی استفاده می‌شود و بیشتر برای استخراج منابع، مانند استخراج معدن و چوب‌برداری، و فعالیت‌های تفریحی، مانند کوهنوردی و اسکی استفاده می‌شود.

## کوه
کوه: هر یک از برآمدگی‌ها و ارتفاعات سطح زمین که از خاک و سنگ فراوان کانی‌های مختلف تشکیل شده و نسبت به زمین‌های اطراف بسیار بلند باشد؛ جبل؛
«دریا و کوه در ره و من خسته و ضعیف،

ای خضر پی خجسته مدد کن به همتم.»

## تقدس کوه در فرهنگ‌ها

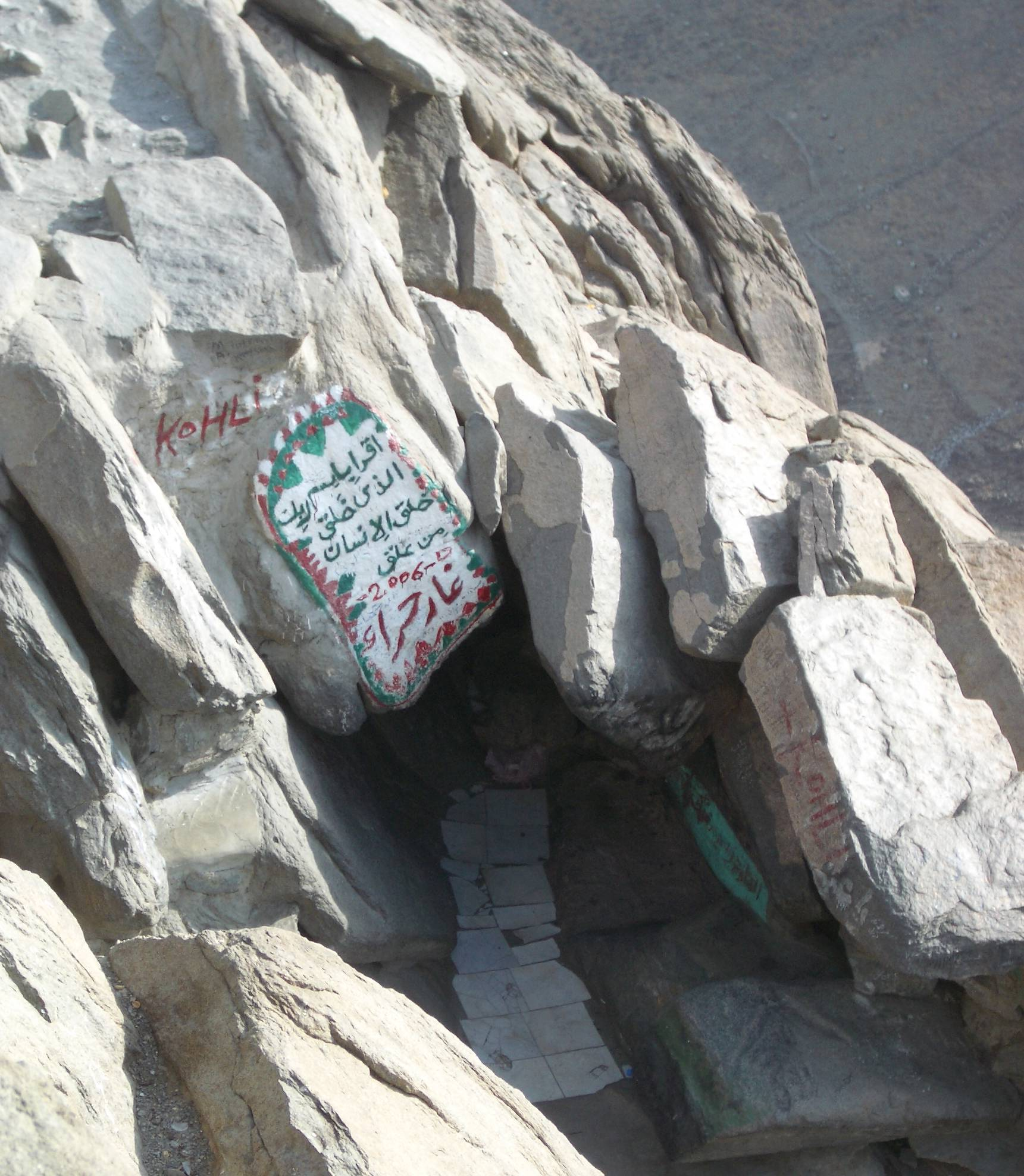
غار حرا در کوه جبل النور

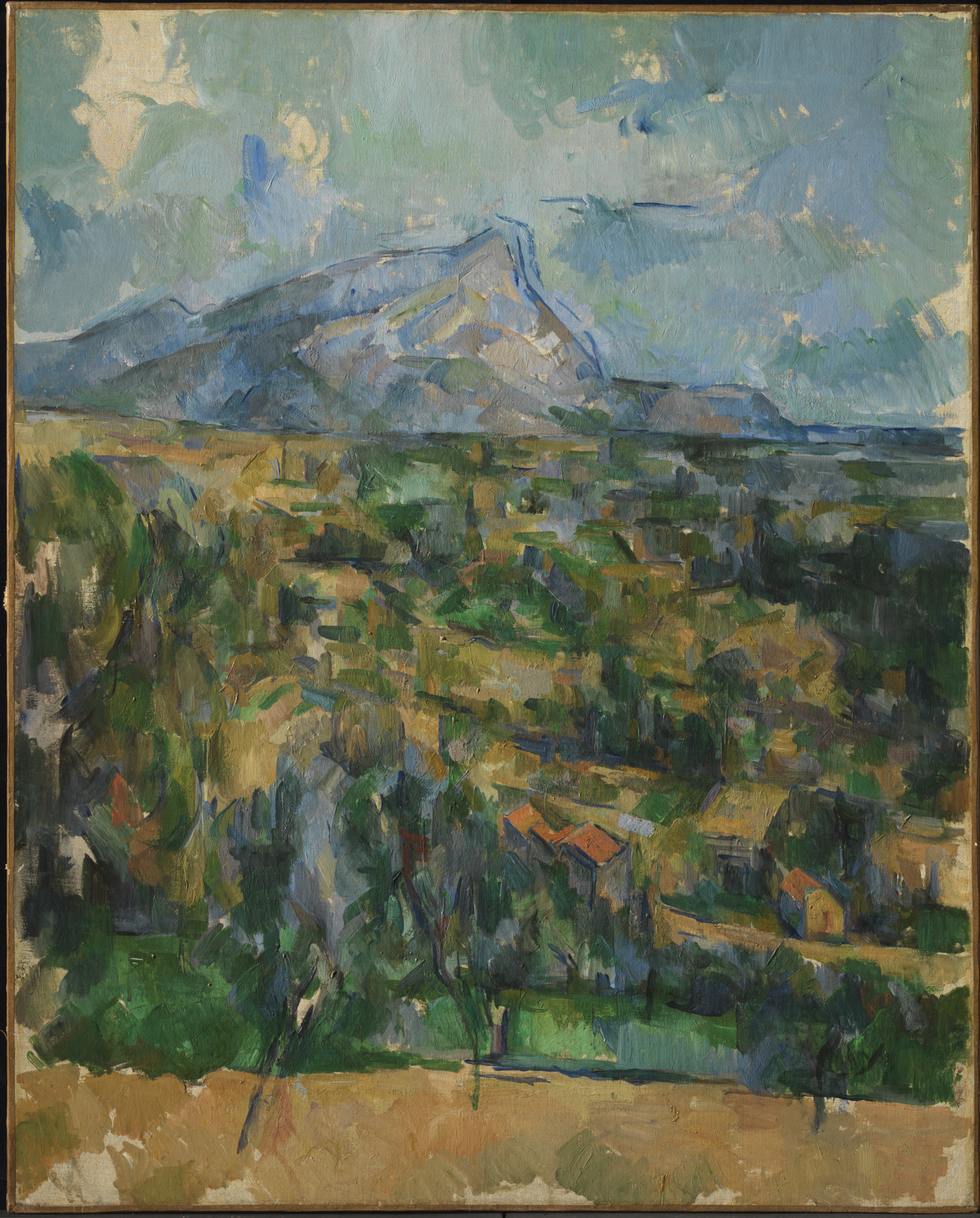
کوه سنت-ویکتور

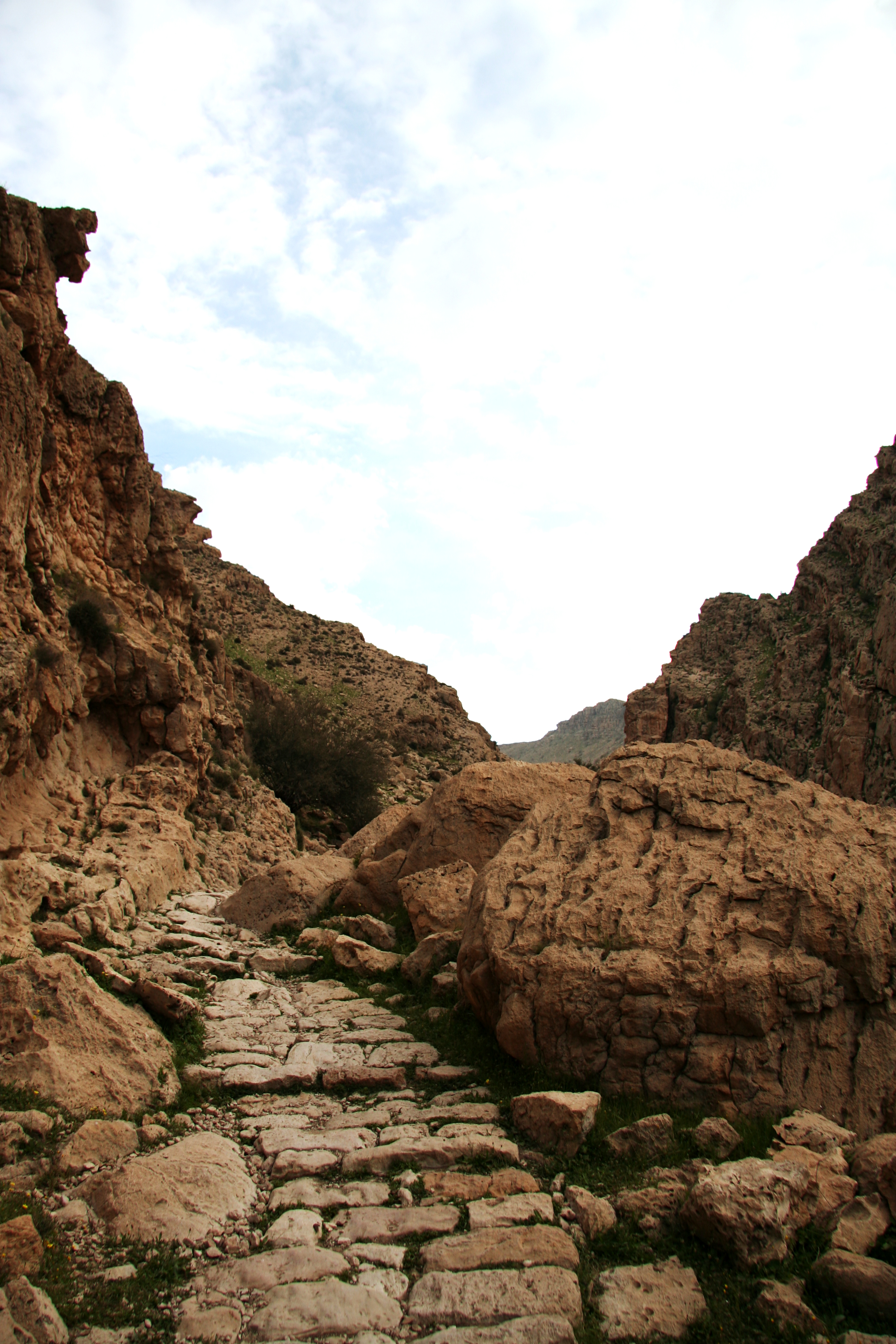
راه باستانی سنگفرش شده در کوه‌های بهبهان

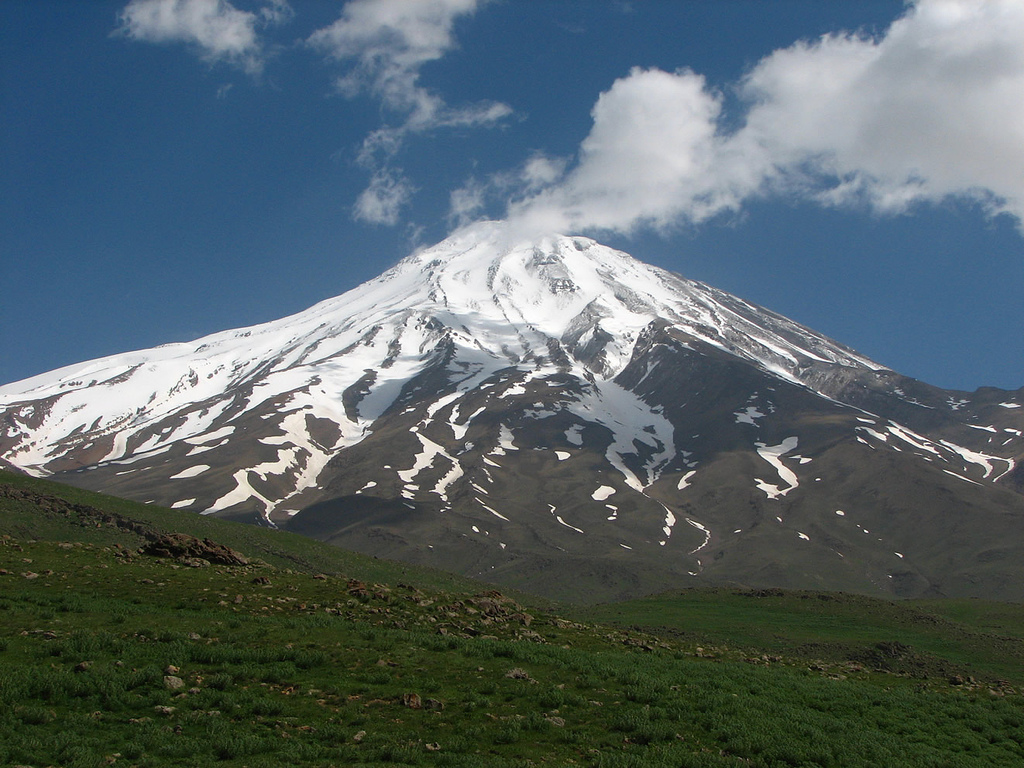
کوه دماوند در فهرست آثار ملّی ایران

در سراسر جهان باستان، کوه‌های مقدس بسیاری وجود داشت که جایگاه خدایان بود و پیوند میان آسمان و زمین به‌شمار می‌آمد. بنابر بعضی کیهان شناختی‌ها، کوه مقدس نیز مرکز و محور سراسر کیهان بود. ستیغ‌های دوگانه، گاهی جایگاه خورشید و ماه بود. در مصر، یک ماه خدا به نام تهوت، در معبدی می‌زیست که بر روی سلسله جبالی در غرب شهر تب واقع بود. در جهان فرودین اساطیر مصری، کوهی وجود داشت که بر فراز آن، تختی بود و فرعون پس از مرگ به وسیلهٔ نردبانی از آن بالا می‌رفت،
در شهرهای بین‌النهرین زیگورات، به مفهوم کوه مقدس ساخته می‌شد و معبدی در قلهٔ آن برپا می‌کردند. مادر – الههٔ عمدهٔ بین‌النهرینی را بانوی کوه (یعنی نین – هورساگ Ninhursag) می‌نامیدند، زیرا کوه‌ها سرچشمهٔ نخستین آبها و در نتیجه، موجب حاصلخیزی به‌شمار می‌رفتند.
هندوستان دارای کوه‌های مقدس بسیار است. کوه کایلاسا Kailasa در هیمالیا، جایگاه شیوا و مرکز زیارت است. در آیین بودایی چنین تعلیم داده می‌شد که زمین مسطح و مدور و کوه مرو Mero در وسط آن است و تخت بودا را تشکیل می‌دهد. استوپا و پاگودا، شکل‌های نمادین کوه مرو بودند و محور کیهانی، از مرکز آن معبدها می‌گذشت. جایگاه «بودهی ستوه»، آوالوکی تشوارا، کوه اسطوره‌ای پوتالا Potala بود. تپه‌ای که بر آن قصر دالایی لاما در لهاسا قرار دارد، سده شانزدهم یعنی زمانی که او آنجا را در اختیار داشت نیز، به همان نام بود، زیرا او به عنوان تجسم دوبارهٔ بودهی ستوه به‌شمار می‌آمد.
خدایان کوهستان‌ها در ژاپن فراوانند. این کوه‌ها که در آغاز، متعلق به شینتو بودند، به تدریج، ازآن آیین بودائیشدند و غالباً مربوط به حاصلخیزی زمین هستند و عده‌ای به زیارت آن‌ها می‌روند و هر ساله جشن برپا می‌دارند. فوجی یاما، مقدس‌ترین کوه به‌شمار می‌رفت و الههٔ حامی آن، Sengen نام داشت که برایش معبدی در ستیغ کوه، در ۸۰۶ میلادی، ساخته شد. «سن گن» الههٔ کوه را در نقاشی‌های ژاپنی به‌طور گسترده‌ای نشان می‌دهند، در حالی که، یک شاخهٔ لوبیا در دست دارد، و کلاهی پهن بر سر نهاده‌است که در مورد پرستش او با سه خدای بودایی، جابجایی صورت گرفته‌است. این خدایان را بر روی سه قله نشان می‌دهند که گروهی از زایران بسوی آن‌ها روانند. خدایان دیگر عبارتند از «سانو» Sano، خدای کوه «هیه یی» Hiei، خدای سهمگین شینگون Shingon به نام زایوگونگن Zao Gongen، خدای کوه «کیمپو» Kimpo و خدایان بیشمار منطقهٔ کومانو Kumano، با آبشار مقدسش، که تصور می‌رفت نزدیک کوه «پوتالا» بود، که برای «آوالوکی تشوارا» مقدس به‌شمار می‌رفت. کوخ، یکی از دوازده زینت، بر روی جامهٔ امپراتوران چین بود.
در اسطورهٔ تایویی، کوه نشانهٔ جزایر خوشبختی، جایگاه جاودان‌ها یا تپه‌های طول عمر، یعنی محلی است که «قارچ مقدس» در آنجا می‌روید. کوه، یکی از موضوعات مردم پسند در نقاشی‌های روی سفال و نقاشی‌های لاک اندود است و در آنجا، سه و گاهی پنج یا هفت ستیغ را بسیار نقش پردازی می‌کردند و این ستیغ‌ها از میان امواج دریای شرقی سربرمی آوردند {مینگ، اواخر سدهٔ پانزدهم}. کوه، مکان عزلت راهبان چینی بود، چنان‌که بیابان تب، برای عیسویان نخستین، چنین وضعی را داشت. در اینجا، عزلت گزیدگان امیدوار بودند دروازهٔ بهشت جاودانها را بیابند و آن را از طریق شکافی در صخره‌ها پیدا کنند. کوه تایویی را نیز به‌صورتی حجاری می‌کردند که جاودانها را همراه با نماد تایویی نشان دهند و این کوه برای دانشمندان موجب تفکر و اندیشه می‌شد.
در کتاب عهد عتیق، یهوه از فراز کوه سینا با موسی سخن گفت. در نقشه‌های جهان در قرون وسطا، که معمولاً مدور نشان داده می‌شدند، اورشلیم را در وسط قرار می‌دادند، به‌طوری‌که صلیب، که گاه نماد حضرت عیسی بود، و به‌طور سنتی، از او به عنوان تپه یاد می‌شد، در مرکز جهان عیسویت قرار داشت.
ظرفیت‌های کوه در ایران سبب شده‌است تا وابستگی انسان و شهرهای کوهپایه ای به کوه بیشتر شود و در ذهن مردم معنایی بیش از یک عنصر طبیعی داشته باشد. به عنوان مثال کوه‌های مجاور شهرها و روستاها در ایران دارای نام می‌باشند که این مسئله یکی از راه‌های برقراری ارتباط با کوه و معنادهی به آن است. همچنین وجود روابط و وابستگی‌های متعدد میان کوه و سکونتگاه‌های کوهپایه ای، منجر به شکل‌گیری داستان و اسطوره در کوه‌ها شده و کوه‌ها به صورت عناصر نمادین در ذهن مردم جای پیدا کرده‌اند. به عنوان مثال کوه سبلان در مقیاس منطقه ای و کوه دماوند در مقیاس ملی نقش سمبولیک و اسطوره ای دارند.

## کوه‌ها در زمین

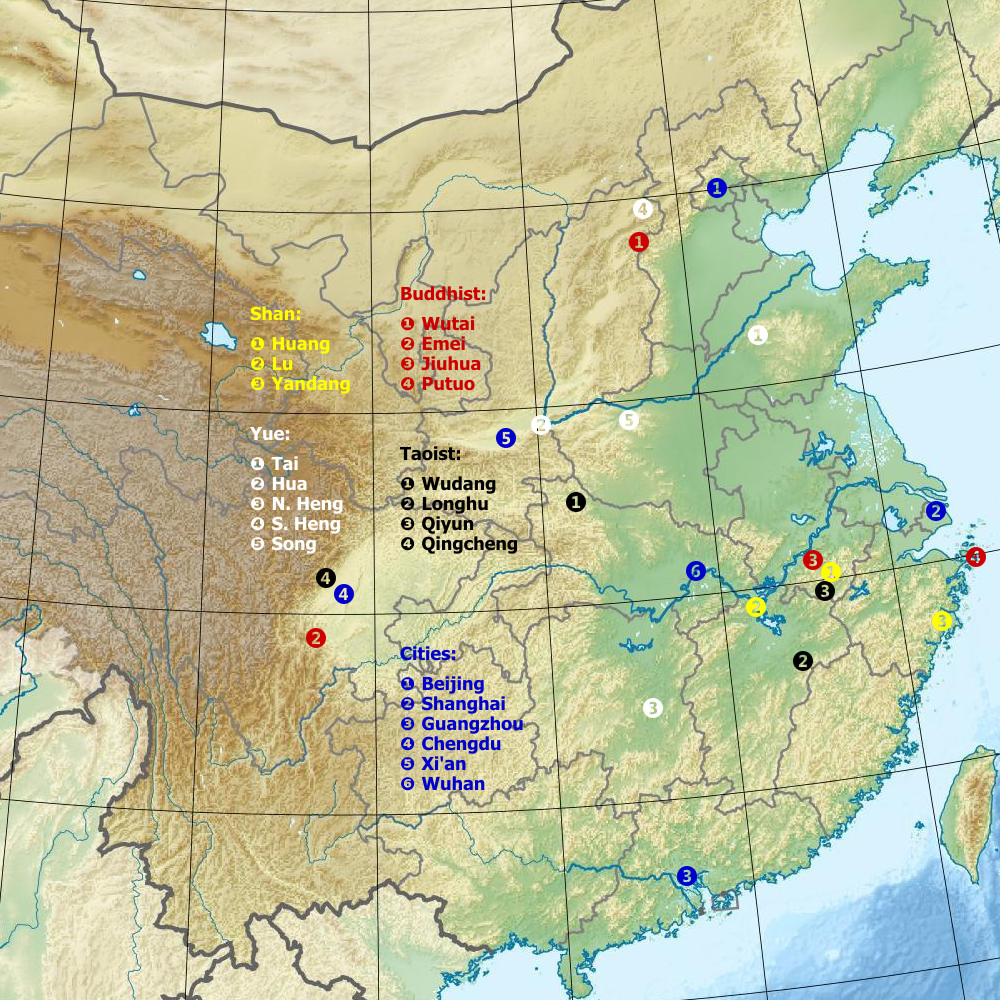
کوه‌های بزرگ در چین

کوه‌ها ۵۲٪ آسیا، ۳۶٪ آمریکای شمالی، ۲۵٪ اروپا، ۲۲٪ آمریکای جنوبی، ۱۷٪ استرالیا و ۳٪ آفریقا را پوشانده‌اند و روی هم رفته ۲۴٪ خشکی‌های زمین را شامل می‌شوند. اما از هر ۱۰ نفر یک نفر در کوه‌ها زندگی می‌کند. همهٔ رودخانه‌های مهم جهان از کوه‌ها سرچشمه می‌گیرند و بیش از نیمی از آبی که انسان‌ها نیاز دارند از کوه‌ها به دست می‌آید.
به سرزمینی که کوه فراوان داشته باشد کوهستان یا کوهساران گفته می‌شود. به زنجیره‌ای از کوه‌های به‌هم‌پیوسته، رشته‌کوه گفته می‌شود.